# La Celle, Puy-de-Dôme

La Celle este o comună în departamentul Puy-de-Dôme, Franța. În 1 ianuarie 2022 avea o populație de 80 de locuitori.